# Präsidentschaftswahl in Rumänien 1992
Die Präsidentschaftswahl in Rumänien 1992 fand in zwei Wahlgängen am 27. September und am 11. Oktober statt. In der ersten Runde erhielten Ion Iliescu von der „Demokratischen Front für die Nationale Rettung“ (FDSN, heute PSD) und Emil Constantinescu, der Kandidat der „Rumänischen Demokratischer Konvention“ (CDR) – eines größeren bürgerlichen Parteienbündnisses – die meisten Stimmen. In der Stichwahl konnte sich Iliescu klar gegen Constantinescu durchsetzen.

## Ergebnis
| Kandidaten                                | Parteien                               | 1. Wahlgang | 1. Wahlgang | 2. Wahlgang | 2. Wahlgang |
| Kandidaten                                | Parteien                               | Stimmen     | %           | Stimmen     | %           |
| ----------------------------------------- | -------------------------------------- | ----------- | ----------- | ----------- | ----------- |
| Ion Iliescu                               | Frontul Democrat al Salvării Naționale | 5.633.456   | 47,3        | 7.393.429   | 61,4        |
| Emil Constantinescu                       | Convenția Democrată Română (PNȚCD)     | 3.717.006   | 31,2        | 4.641.207   | 38,6        |
| Gheorghe Funar                            | Partidul Unității Naționale Române     | 1.294.388   | 10,9        |             |             |
| Caius Traian Dragomir                     | Frontul Salvării Naționale             | 564.655     | 4,7         |             |             |
| Ioan Mânzatu                              | Partidul Republican                    | 362.485     | 3,0         |             |             |
| Mircea Druc                               | Parteilos                              | 326.866     | 2,7         |             |             |
| Gesamt                                    | Gesamt                                 | 11.898.856  | 100         | 12.034.636  | 100         |
|                                           |                                        |             |             |             |             |
| Ungültige Stimmen                         | Ungültige Stimmen                      | 597.574     | 4,8         | 119.174     | 1,0         |
| Wähler                                    | Wähler                                 | 12.496.430  | 76,3        | 12.153.810  | 73,2        |
| Wahlberechtigte                           | Wahlberechtigte                        | 16.380.663  |             | 16.597.508  |             |
|                                           |                                        |             |             |             |             |
| Quelle: Autoritatea Electorală Permanentă |                                        |             |             |             |             |

Ion Iliescu
Emil Constantinescu
Gheorghe Funar